# Huntleya brevis
Huntleya brevis är en orkidéart som beskrevs av Rudolf Schlechter. Huntleya brevis ingår i släktet Huntleya och familjen orkidéer.
Artens utbredningsområde är Colombia. Inga underarter finns listade i Catalogue of Life.